# Schoof (graan)

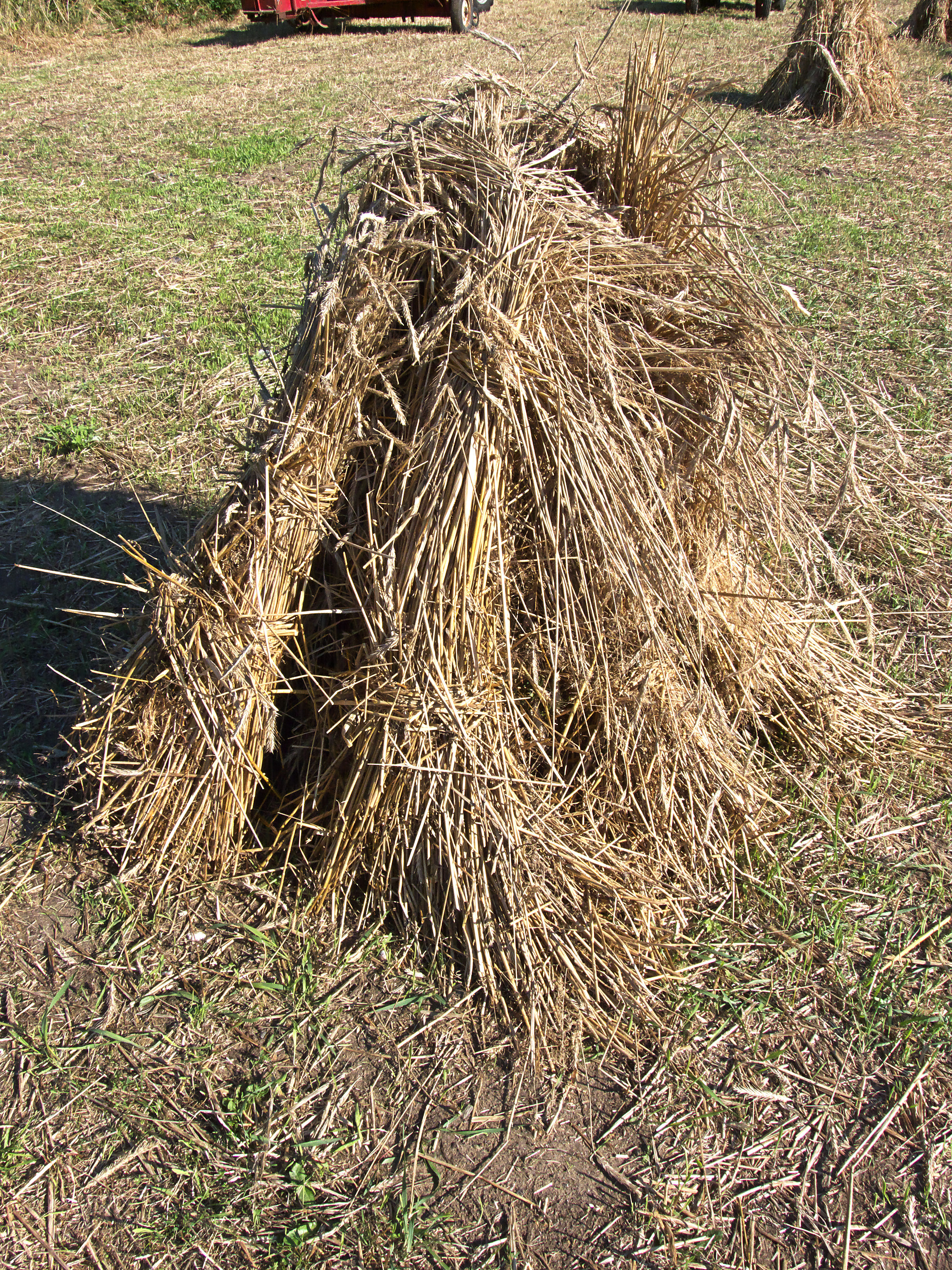
Roggeschoven in een hok

Een schoof is een bundel plantmateriaal samengebonden met een bindster. De bindster kan een onderdeel van het gewas zelf zijn. Het maken van een schoof was gangbaar bij de oogst van graangewassen. Een schoof wordt nog altijd gemaakt bij bolplanten. Door het samenbinden van de bladeren met enkele bladstelen van de bolplant, kunnen de bladeren op een meer esthetische manier afsterven.

## Korenschoof
Een schoof van een graangewas dat is afgesneden wordt een garf, garve of korenschoof genoemd. Toen het graan met de hand werd geoogst werden de graanhalmen samengebonden. Hiervoor werd een zicht en een pikhaak gebruikt. Daarna werd dit graan samengebonden door bindsters met een handje halmen tot een schoof. Deze schoven werden dan te drogen gezet, door meerdere schoven tegen elkaar te plaatsen tot een hok.
Later kwam de zwadmaaier, waarna het gemaaide graan nog met de hand tot schoven gebonden moest worden. Met de komst van de zelfbinder was ook dit verleden tijd.

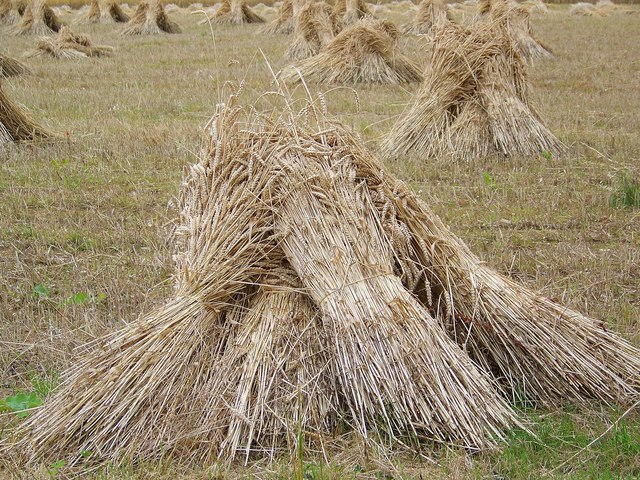
Korenschoven van tarwe
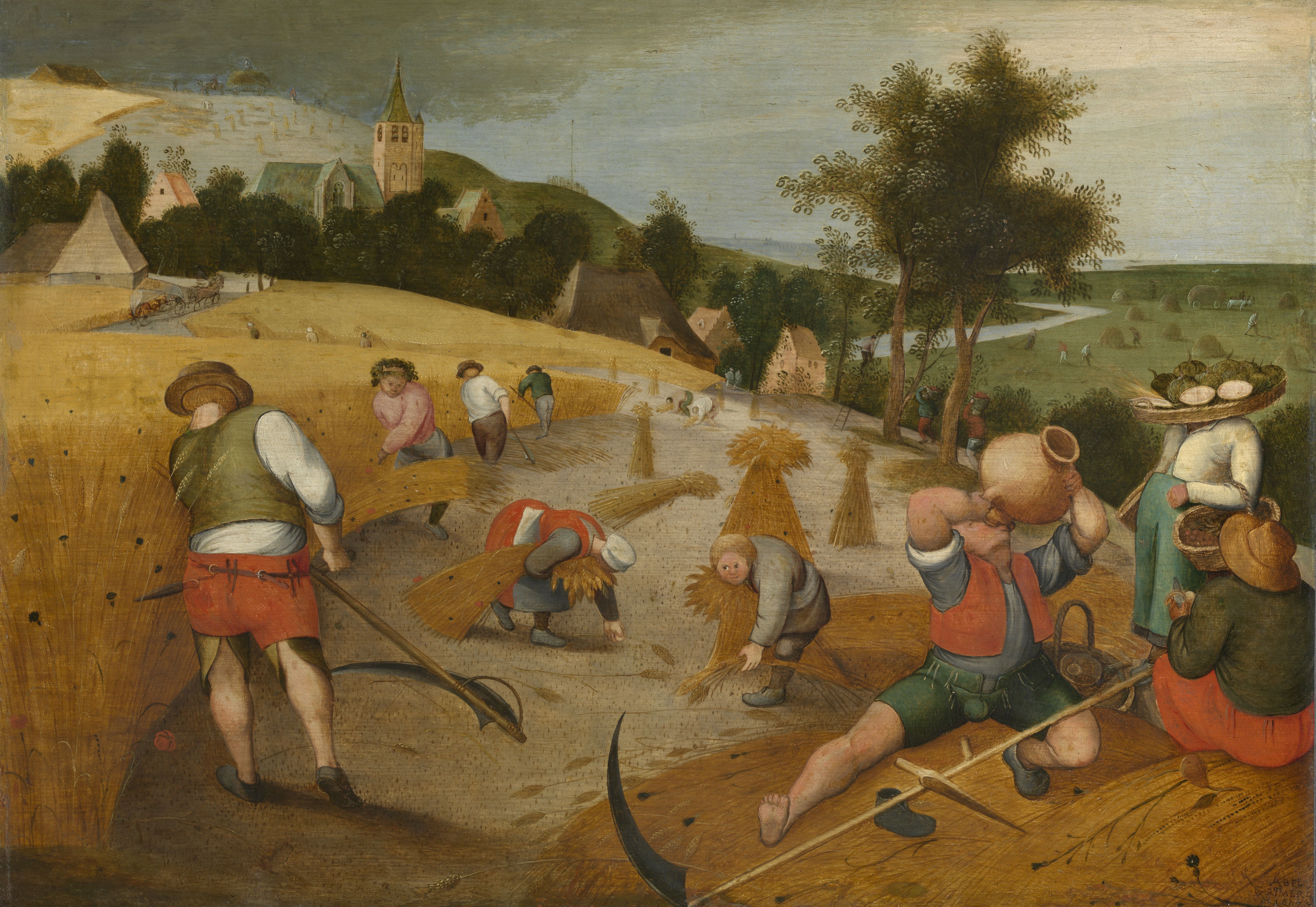
Het binden van schoven (1607), Abel Grimmer, KMSKA

## Heraldiek
De korenschoof is het heraldische kenteken van het Huis Wasa dat in Zweden en Polen regeerde. De korenschoof komt dan voor in het Zweedse wapen, in de keten van de Jehova-orde en in de versierselen van de Orde van Wasa. Ook in het wapen van de Noord-Brabantse gemeente Reusel-De Mierden en de Franse gemeente Givry komt de schoof voor.

De korenschoof in het wapen van het huis Wasa
Wapen van Givry (Saône-et-Loire)
Wapen van de gemeente Reusel-De Mierden